# Peyotl
Lophophora williamsii
Cet article concerne le vrai Peyotl. Pour les autres espèces partageant quelquefois l'appellation, voir Lophophora.
Espèce
Classification APG III (2009)
Statut de conservation UICN

 VU A4acd : Vulnérable
Statut CITES
Le peyotl, également dénommé peyote (Lophophora williamsii), est une espèce de petits cactus sans épines de la famille des Cactaceae, originaire du sud de l'Amérique du Nord.
Ce cactus contient plusieurs alcaloïdes dont la mescaline, utilisée pour ses propriétés enthéogènes, psychotropes et hallucinogènes. Il est protégé par la CITES et son usage est interdit dans certains pays, notamment la Suisse et la France.
L'usage du peyotl à des fins rituelles par les autochtones est ancien et son utilisation cérémoniale remonte à trois mille ans ou plus comme l'ont démontré des fouilles archéologiques dans des grottes du Texas. Cet usage rituel persiste de nos jours chez plusieurs populations autochtones d'Amérique du Nord.

## Description morphologique

### Appareil végétatif

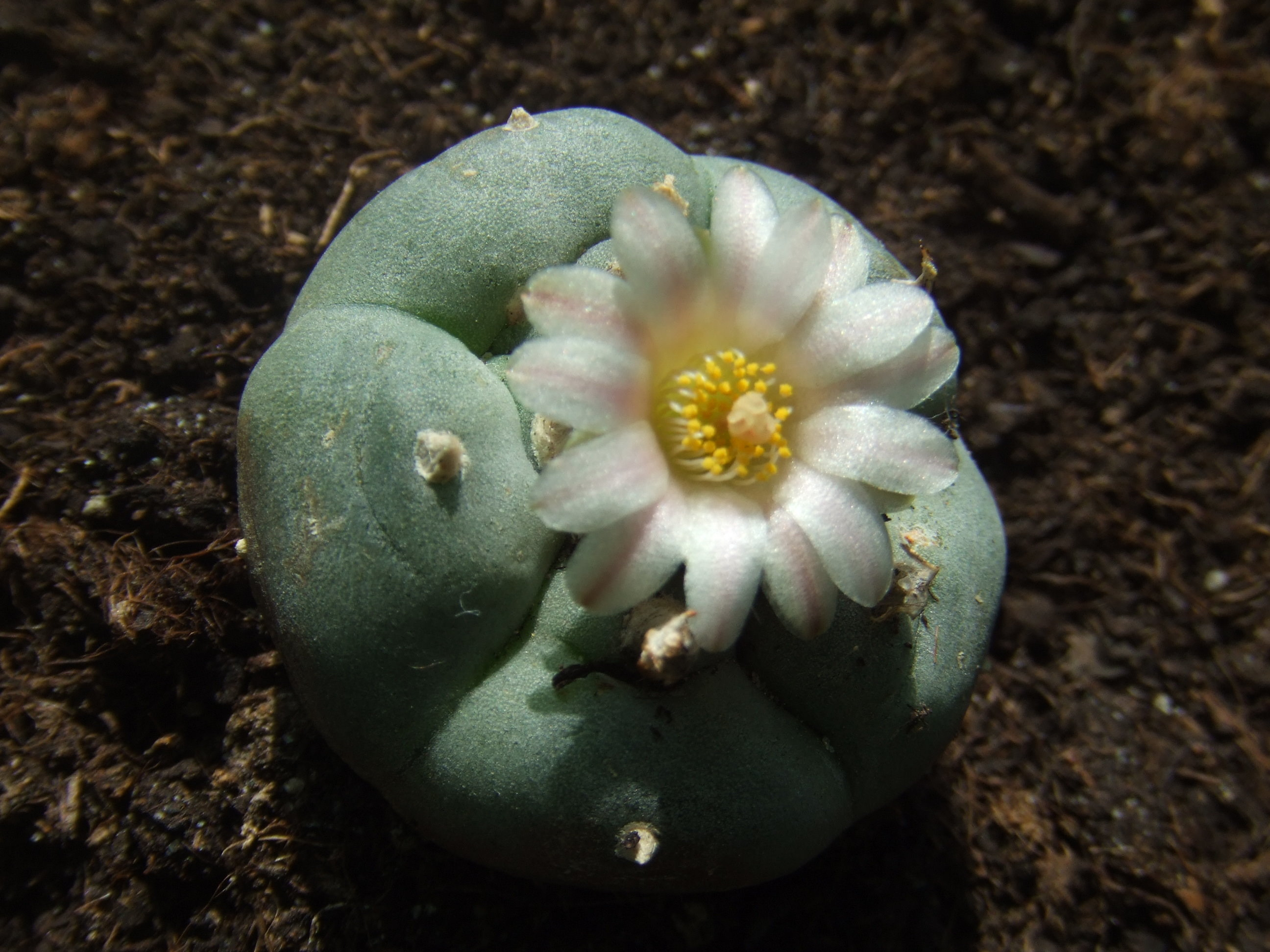
Fleur de peyotl.

Le peyotl est un petit cactus globuleux, sans épines et à racine développée. Il est de couleur grisâtre à la base et vert cendré dans la partie supérieure. Il peut ne présenter qu'une seule tige quasi-hémisphérique ou plusieurs, regroupées en paquets. Les tiges ont une hauteur de 2,5 à 7,5 cm et un diamètre de 5 à 7,5 cm, mais peuvent atteindre 20 cm de haut sur 10 de diamètre. Elles présentent une dépression, parfois profonde, à leur sommet. La racine est charnue (napiforme), d'une longueur de 6 à 12 cm.

### Appareil reproducteur

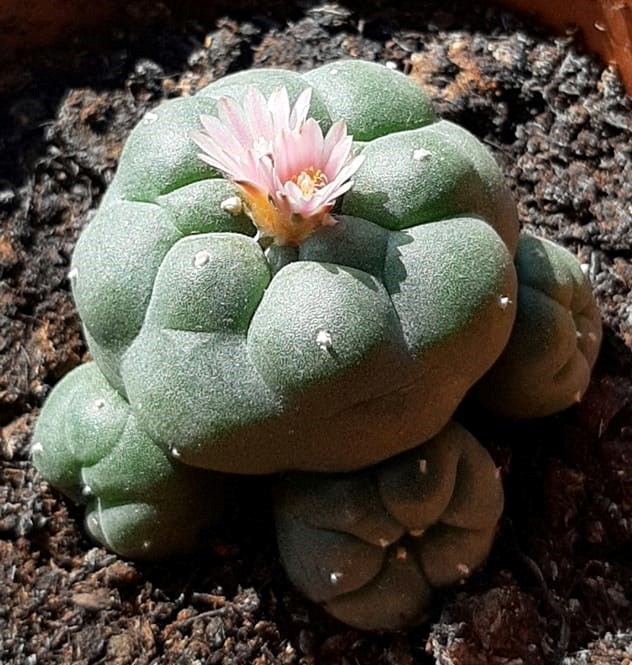
Double floraison.

La floraison survient de mai à septembre. Les fleurs sont solitaires (parfois elles poussent en binômes) et de couleur rose à blanche, avec de nombreux tépales. Le diamètre des fleurs varie généralement entre 1,3 et 2,5 cm. L'ovaire, long de 3 à 4,5 mm, est prolongé par un style blanc, de 5 à 14 mm de long. Ces fleurs ne s'ouvrent que de jour et ne durent que deux ou trois jours.
Le fruit charnu est rouge, il mesure de 1,3 à 2 cm de long. Sa maturation est généralement longue, et peut durer jusqu'à un an après floraison.

## Aire de répartition et habitat

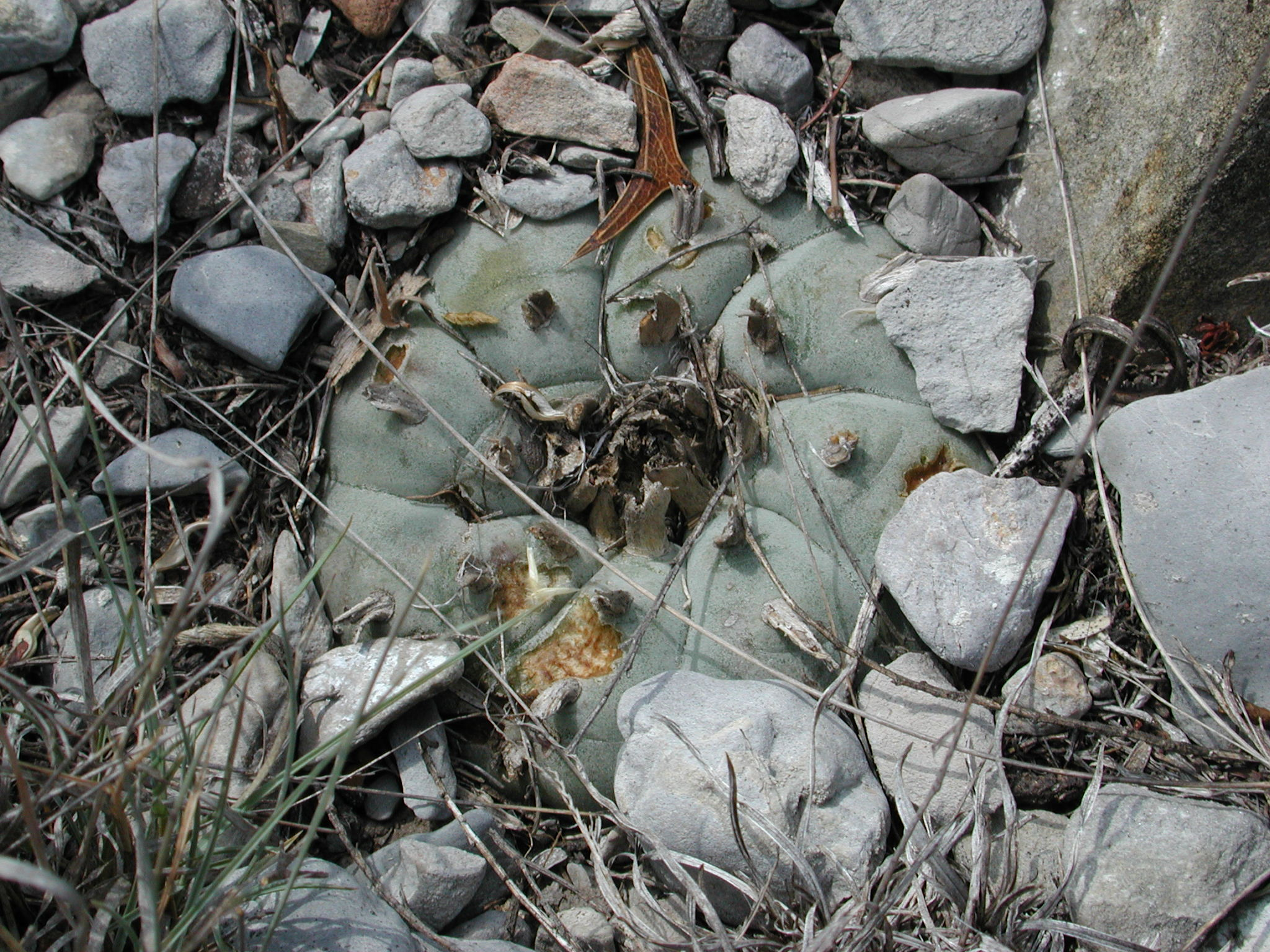
Peyotl, Monterrey, Nuevo León, Mexique.

Il pousse seul ou en groupe dans les zones désertiques, sur un sol sec et très minéral, à une altitude variant de 100 à 1 500 m (voire 1 900 m) et à l'abri d'arbustes épineux. Il ne tolère pas les températures inférieures à 7 °C.
On le trouve à l'origine dans le sud des États-Unis (Texas et Nouveau-Mexique) et sur le plateau mexicain central.
Il s'est étendu géographiquement avec l'augmentation de sa consommation.

## Propriétés
Il contient 20 alcaloïdes de type phényléthylamine, dont le plus notable est la mescaline (qui représente environ 30 % des alcaloïdes présents dans cette plante), essentiellement localisés à la périphérie de la tige. La masse de mescaline dans le peyotl représente à peu près 0,4 % de la masse de la plante fraîche et 3 à 6 % de la masse de la plante séchée. Mais il contient aussi de la lophophorine (environ 5 % des alcaloïdes) qui provoque des céphalées, une vasodilatation et des bouffées de chaleur ; de l'anhalamine, de l'anhalonidine (environ 14 % des alcaloïdes) et l'anhalonine qui ont une action sédative ; de la peyotline et de la peyonine qui sont aussi sédatives. Cette composition est très variable d'un cactus à l'autre tant quantitativement que qualitativement.
La complexité de sa composition permet d'expliquer les différences entre les effets du peyotl et ceux de la mescaline seule.
Il contient de plus une substance à propriété antibiotique, la peyocactine, substance cristalline hydrosoluble. Cette substance s'est montrée efficace contre 18 souches de Staphylococcus aureus résistantes aux pénicillines, mais aussi contre d'autres espèces de bactéries et un champignon.

## Utilisation

### Pharmacologie

Formule chimique de la mescaline.

La mescaline peut être extraite par des méthodes artisanales (macération dans l'éthanol ou cuisson au bain-marie).

### Usage médicinal
Du fait de son caractère sacré, il est recommandé par les Amérindiens comme une sorte de remède universel notamment comme stimulant, antidote contre le venin de serpents, remède contre les douleurs articulaires, etc.
Selon Richard Evans Schultes, c'est ce caractère divin qui a évité l'usage hédoniste du peyotl chez les autochtones.

### Effets psychotropes
Il est consommé pour ses effets psychotropes enthéogènes.
Il est utilisé en consommant les boutons, qui peuvent être ingérés (crus, en infusion voire réduits en purée s'ils sont frais) ou chiqués tels quels, séchés ou fumés.
Il provoque de fortes nausées voire des vomissements lors de son ingestion dû à son goût amer. Les hallucinations surviennent généralement trois heures après l'ingestion et commencent par des flashs de couleur dans le champ de vision. Les usagers décrivent aussi des tachycardies, des maux de tête, des sueurs et une descente difficile (fin des effets).

#### L'ivresse peyotlique
Les doses nécessaires pour atteindre l'état d'ivresse peyotlique sont très variables. Il existe incontestablement des doses toxiques qui pourraient rendre une expérimentation périlleuse. Les effets varient d'une personne à l'autre et il est couramment admis que chez certaines personnes fragiles, l'expérience sensorielle peut conduire à un bad trip[réf. nécessaire].
D'un point de vue général, il existe deux grandes phases après consommation :
- une phase de surexcitation générale, de contentement, d'euphorie, de plénitude et d'hypersensibilité ;
- une phase de sédation, faite de langueur, calme et de ralentissement psychomoteur, de relâchement musculaire. Pendant cette phase s'observent les hallucinations visuelles.

Dans la première phase, se manifeste une bradycardie durant environ quatre heures. Parallèlement, on note une vivacité psychosensorielle (avec sentiment de puissance et de supériorité) et psychomotrice. Le sujet ressent des sentiments de légèreté, d'endurance et d'irréalité, sans perte de contact avec la réalité. Parfois, apparaissent des nausées, vomissements, avec perte d'appétit et fatigue passagère. Suit une mydriase avec hyperesthésie visuelle (accroissement des détails à l'intérieur du champ visuel) avec ou sans agitation musculaire. Il apparaît une incoordination motrice avec pertes d'équilibres, voire prostration. La mydriase s'accentue avec présence de troubles de la vue et de la vision, puis apparition de phosphènes, qui s'intensifient pour devenir des lumineuses splendeurs et des hallucinations.
Il existe quatre types d'hallucinations :
- les phosphènes, annonçant les formes suivantes ;
- les visions d'objets et de scènes familières ;
- des visions ne se rapportant à aucun souvenir précis (ce type de visions est majeur) ;
- plus rarement des visions mêlées à des sensations de dysmorphie, environnementale ou corporelle[12].

Les visions obtenues les yeux fermés sont différentes de celles obtenues les yeux ouverts. Les autres sens peuvent avoir une acuité soit diminuée, soit augmentée. Dans ce dernier cas, il se manifeste parfois des synesthésies peyotliques : audition colorée, traduction en images des sensations tactiles. Pour certains, il y a une impuissance à modifier les visions, pour d'autres cela est possible. L'extérieur apporte aussi des images qui sont transformées dans les visions.
Au point culminant de l'ivresse, la facilitation motrice de la première phase se transforme en incoordination. La respiration est généralement peu affectée, bien qu'une polypnée ait été décrite. Une dépression respiratoire a aussi été signalée parallèlement au ralentissement moteur. Peuvent aussi exister une hyperactivité sympathique comme une congestion du visage, une rougeur des yeux. Les facultés mentales peuvent s'amenuiser (attention, concentration, mémorisation, créativité). Des dédoublements de la personnalité ne sont pas rares (sensation d'être en dehors de soi-même et de se regarder). Aucun cas de visions à caractère érotique n'a été signalé. Lors d'une étude portant sur 22 personnes, l'ivresse peyotlique a duré chez les sujets de 2 h 30 à 6 h pour les hommes, et de 7 h à 8 h chez les femmes.
Après l'ivresse, quelques effets indésirables ont été signalés : lourdeur, langueur, céphalées, fatigue, persistance d'une hyperesthésie visuelle. Les sujets ont gardé un souvenir très fort de cette expérience.

### Culture
Toutes les espèces de Lophophora ont une croissance très lente, jusqu'à 30 ans pour atteindre l'âge de la floraison en milieu naturel. Les spécimens cultivés par l'homme poussent plus rapidement, généralement de 6 à 10 ans du semis au plant adulte. Certaines personnes, pour accélérer sa croissance, le greffent à un autre cactus, comme le San Pedro (Trichocereus pachanoi), par cette technique il est considéré que la plante atteint l'âge adulte en moins de 3 ans, certaines personnes rapportent des spécimens atteignant ce stade en un an.
Du fait de sa croissance lente et de sa cueillette intensive, le peyotl est considéré en danger d'extinction dans la nature.
Afin de produire des psychotropes, la plante doit être exposée aux ultraviolets, les lampes horticoles n'ont donc généralement aucun intérêt pour cet usage sauf une métal halide (lampe horticole qui émet des ultraviolets)

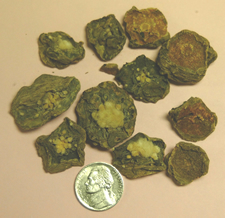
Boutons de peyotl.

## Aspects culturels et historiques
Le peyotl est utilisé depuis des siècles dans des cérémonies religieuses, divinatoires ou thérapeutiques par les chamans des tribus indigènes du Mexique.
Des fouilles archéologiques sur des sites d'Amérique centrale ont mis au jour des restes de peyotl dans des sites datant de plus de 3 000 ans.
Les conquistadors et les catholiques espagnols en dénoncent l'usage qu'ils assimilent à un acte de superstition dès 1591 et l'interdisent vers 1620 mais son usage persiste clandestinement.
En 1894, il est classifié comme Lophophora williamsii.
Vers 1870, les premiers usages sont signalés dans le sud des États-Unis et au début du XIXe siècle, cette pratique s'est étendue à des tribus des États-Unis (Apaches, Comanches, Kiowas, Navajos, etc.). Il semble même que le culte du peyotl ait peu à peu remplacé ceux du haricot mescal ou de la danse des fantômes.
Ces pratiques sont toujours en vigueur dans une cinquantaine de tribus différentes (Huichols, Coras, Tepehuanes et Tarahumaras pour les indigènes du Mexique, Kiowas (aux États-Unis)) qui lui prêtent souvent une valeur enthéogène. À la fin du XIXe siècle, son usage est inclus dans les rites de la Native American Church.
Au début du XXe siècle, Aleister Crowley met en scène une version théâtrale des Mystères d'Éleusis de la Grèce antique en proposant aux spectateurs une boisson à base de peyotl afin de leur permettre de mieux percer les mystères
Plusieurs écrivains ont écrit sous l'influence de la mescaline issue du peyotl, notamment Antonin Artaud, Aldous Huxley et Stanisław Ignacy Witkiewicz. Le poète Henri Michaux l’expérimenta (dans l’écriture et le dessin) sous le contrôle du psychiatre Olivier Loras, il en tire un bilan assez négatif dans quatre livres aux titres évocateurs (Misérable Miracle, Connaissance par les gouffres...). Mais c'est surtout pour Charles Duits que la découverte du peyotl, en 1956, joua un rôle essentiel dans sa vie, son écriture et sa quête de la connaissance, le peyotl, « illimiteur de conscience », ayant « donné un but à [son] existence », écrit-il dans Le Pays de l'éclairement. Carlos Castaneda évoque l'usage du peyotl dans ses ouvrages censés rapporter son expérience en compagnie de sorciers Yaquis dans le désert mexicain.

### Historique de la découverte européenne du peyotl
C'est l'une des premières plantes hallucinogènes découvertes par les colons européens en Amérique. C'est à Bernardino de Sahagún (1499-1590) que l'on doit les premières chroniques espagnoles du culte du peyotl, mais c'est seulement au XVIIIe siècle qu'elles furent éditées. Il décrit notamment l'usage du cactus chez les Chichimèques. La première publication date en fait de 1591, par Juan Cardenas. Puis c'est au XVIIe siècle que des jésuites et chroniqueurs divers décrivent l'utilisation du peyotl par des indigènes au Mexique. La première description complète du cactus est rapporté par Francisco Hernandez en 1651 (étude ethnobotanique), médecin du roi Philippe II d'Espagne, qui s'intéressait à la médecine aztèque. Il l'appelait Peyotl zacatecensis. Son œuvre monumentale décrit aussi toutes les plantes du nouveau monde. À la fin du XVIIIe siècle, Carl Lumholtz décrit les cérémonies du Peyotl chez les Huichol et les Tarahumaras.
C'est en 1896 que le médecin américain Silas Wein Mitchell publie la première description médicale de ses effets hallucinogènes.

### Huichol

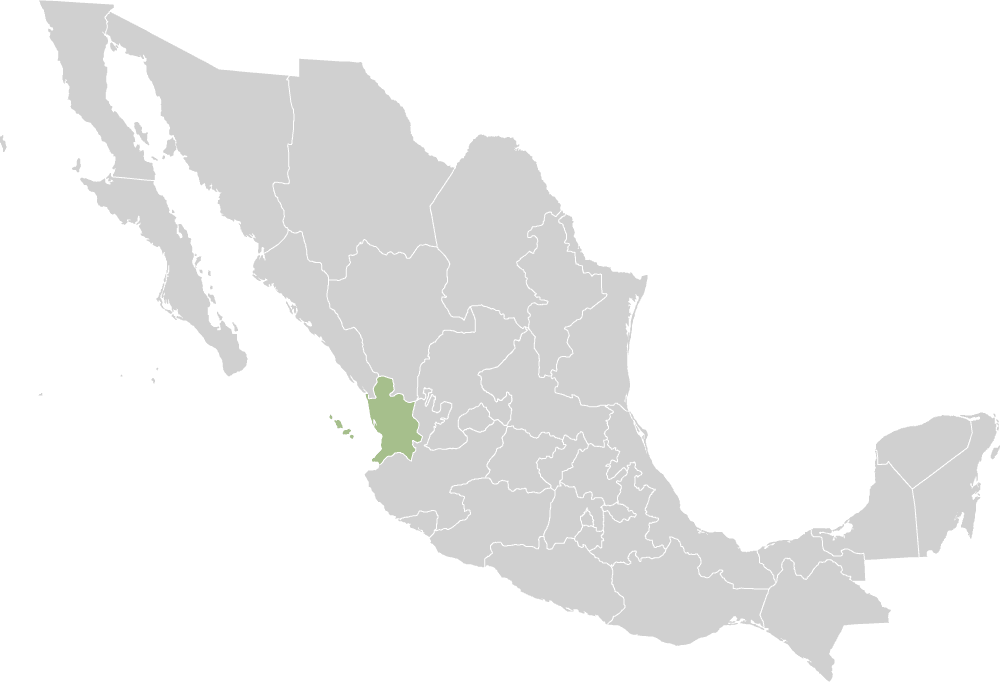
Localisation de l'État de Nayarit.

#### Le cycle sacré du peyotl
De nombreux documents témoignent de longue date du recours au peyotl à des fins cultuelles. Les Huichols du Nayarit ont conservé jusqu'à aujourd'hui une tradition du culte du peyotl.
Les Huichols sont un peuple mi-chasseur, mi-agriculteur. En ce sens le culte du peyotl est étroitement associé à la chasse et à l'agriculture. Il fait partie de la trinité peyotl-cerf-maïs. Pour le peuple Huichol, chacun de ces trois termes est équivalent et représente la même chose.[réf. nécessaire]
Cette identité se retrouve dans le mythe de la naissance du peyotl : le Jikuri (ou Hicouri ou Hikuri), c'est-à-dire le peyotl, naquit de la chute des cornes de Paritzika, le Dieu-Cerf (le Grand Chasseur), qui lui-même naquit dans le bol sacré du Maïs. La tradition fait aussi de Paritzika le Grand Chaman (Mara'akame) ce qui signifie que le culte du peyotl est de nature chamanique.
L'ensemble des cérémonies religieuses concernant le peyotl n'occupe pas moins de quatre mois de l'année. Le Jikuri conditionne la vie sociale et religieuse suivant un cycle qui commence avec la moisson du maïs, fin septembre, et se termine à la période des semailles, en mai ou juin. Le maïs ne peut être semé que lorsque des offrandes sous forme de poudre de peyotl ont été données à la terre,.
La récolte du Jikuri s'effectue sur la terre des ancêtres, dans le désert de San Luis Potosi, qui est situé à 400 km de leurs habitations dans les montagnes de la Sierra Madre orientale. C'est l'occasion du pèlerinage annuel qui dure en moyenne 30 jours et qui a lieu après la fête de la moisson du maïs. La récolte du Jikuri est permise lorsque le chef voit apparaitre le peyotl sous la forme d'un grand cerf,,.
Le cycle se poursuit ensuite par la cérémonie du retour : distribution des cactus aux familles, processions, peintures sur les visages et communion nocturne avec le peyotl. Alors les restrictions imposées lors du pèlerinage prennent fin.
La grande fête du Jikuri a lieu en avril ou mai et dure trois jours. Les différents moments sont la battue préliminaire du cerf, la danse du peyotl, la bénédiction des champs, le rite du maïs grillé et le sacrifice de l'écureuil. Durant cette fête, les huichols consomment beaucoup de cactus et se laissent aller à une explosion émotionnelle. Les enfants y participent également.
C'est ainsi que se termine le cycle sacré du peyotl. Le peyotl ne s'utilise pas comme drogue sensorielle. Il se consomme toujours en groupe, dans le cadre des croyances et des pratiques religieuses. Il permet de supporter la fatigue et de garder un lien avec la terre des ancêtres pour la continuité de la tradition. Il donne pouvoir et divination au chamane, permet de connaitre l'origine des maladies et de donner des soins,.

#### Les visions chez les Huichols

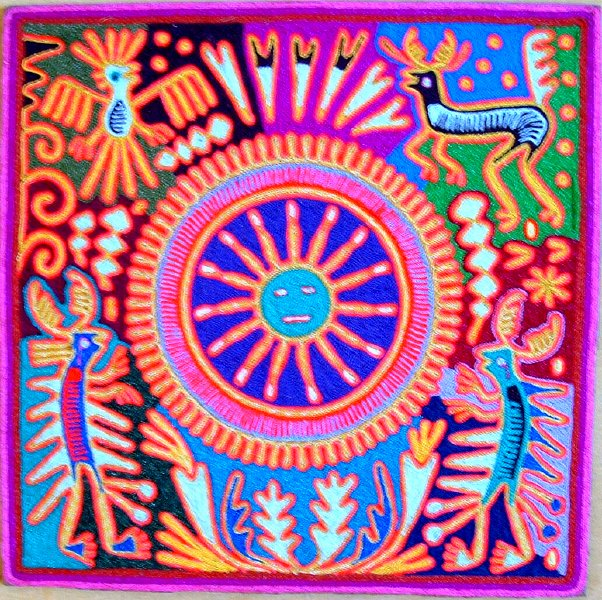
Un tableau de laine huichol coloré.

Alors que pour l'homme occidental l'expérience peyotlique est une expérience personnelle et s'inscrit dans l'individualité (le profane), celle du huichol est une expérience religieuse et s'inscrit dans le sacré. Elle est toujours, pour ce dernier, conforme à l'idéologie religieuse, et respecte la cosmologie divine. Sans doute le contenu de l'expérience ressemble à celui de l'occidental, avec les mêmes expériences dominées par les couleurs, l'influence de la musique sur les visions, l'existence des synesthésies. Mais l'interprétation reste différente d'une culture à l'autre.
Le motif principal de la consommation de peyotl est la communication avec les Dieux. C'est surtout le chaman (mara'akame) et l'apprenti qui l'utilisent à cette fin. Les visions sont en rapport avec les croyances : un homme âgé qui sort des flammes représente le dieu du feu Tatewari, visions du cerf au pelage blanc Paritzika, visions des épis de maïs, etc. À la peur de l'occidental en rapport avec la perte de contrôle de soi répond la peur du huichol qui craint les dieux. Lorsque ce dernier craint le courroux des dieux parce qu'il a commis un péché, il peut voir un serpent ou un jaguar. Les cristaux de roche sont les "parcelles sacrées de la divinité" Tayoppa, Notre-Père-Soleil. Au contraire de l'occidental, les visions des huichols ne sont ni incohérentes, ni fragmentaires. Il existe une continuité dans les récits, démontrant une interférence entre la réalité et le monde imaginaire, c’est-à-dire entre la vision elle-même et le récit de cette vision. Il est arrivé que certains Amérindiens aient eu la même vision. Les visions ont donc un sens qui sont décrits ainsi :
- choix des nouvelles autorités religieuses et civiles,
- acquisition de la fonction de chaman par la vision du Dieu Soleil (il s'agit parfois d'une condition indispensable pour devenir chaman et être reconnu en tant que tel par les siens),
- compréhension de la tradition, jusque-là incompréhensible (par exemple les évènements primordiaux de la création), et révélation des secrets de l'univers,
- passage dans le monde sacré, le monde d'en-haut (ascension d'un arbre, voyages célestes sous la forme d'un aigle ou d'un faucon),
- apprentissage, par exemple d'un chant sacré,
- pouvoirs de divination.

L'utilisation du peyotl s'effectue toujours dans le cadre religieux :
- pour le chaman, lors de la récolte du Jikuri (peyotl) pendant le pèlerinage, au cours des cérémonies religieuses, pendant les phases d'apprentissage, lors de la grande fête du Jikuri. Certains individus seulement sont amenés à entendre les dieux : la compréhension de la tradition n'est pas donnée à tout le monde, seuls les huichols promus à la fonction de chaman le peuvent. Là où le profane ne voit que couleurs et visions fragmentaires, le chaman communique avec les dieux. Cela est bien conforme au fait que l'ivresse peyotlique puisse être dirigée par certains individus, comme mentionnée dans le paragraphe précédent[30].
- pour l'indigène en général (et le chaman aussi), cela leur permet de résister à la fatigue lors d'une marche ou d'un effort prolongé. Le peyotl sert aussi à la bénédiction des champs.

Les Huichols prêtent au peyotl des propriétés thérapeutiques, dont les plus connues sont le traitement des piqûres de vipères et de scorpions, des infections, des rhumatismes, certaines formes de maladies mentales.

### Coras et Tepehuanes
Par comparaison, le culte du peyotl semble être en perdition chez les indigènes Coras et Tepehuanes. Les tribus ne vont plus en pèlerinage, et préfèrent acheter le peyotl aux Huichols. Parfois un des membres de ces deux tribus se joint à ces derniers lors d'un pèlerinage.
La fête du Jikuri est encore célébrée. Les Tepehuanes remplacent parfois le cactus par du chanvre indien.

### Tarahumaras
Chez les Tarahumaras, les rites et l'utilisation du peyotl ressemblent à ceux des Huichols. Il existe également un pèlerinage en vue de la récolte du cactus. Les préparatifs et la grande fête du Hicouri ne différent que par quelques détails. Tout comme les Huichol, ils vendent aux Coras des peyotls contre un mouton ou une chèvre.
Les Tarahumaras croient que les plantes ont une âme comme les hommes. Ainsi quand le Père Soleil se sépara de la Terre pour gagner le Ciel, il laissa derrière lui le peyotl pour permettre à l'homme de se soigner.
Plusieurs cactus sont l'objet de leur dévotion :
- le Hicouri houanamé, le « peyotl supérieur »
- le Mulato (forme jeune) et le Rosapara (forme adulte) correspondent au Mamillaria micromeris
- le Sunami, Ariocarpus fissuratus
- le Hicouri houaroura soeriami ou « Peyotl de grande autorité », qu'ils ne possèdent que rarement d'ailleurs. Il ressemble au peyotl, mais en fait, n'a jamais pu être identifié
- l'ocoyome, employé à des fins maléfiques.

### Kiowas

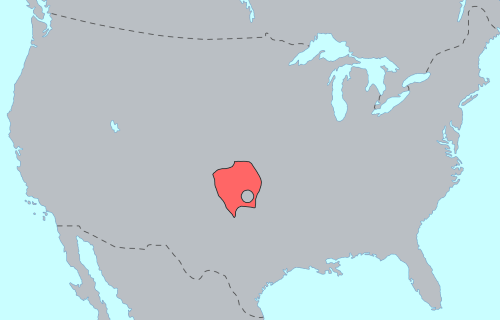
Distribution des Kiowas.

Les Kiowas ont des croyances proches de celles des Huichols et des Tarahumaras, à ceci près que le buffle-taureau a remplacé le cerf. Leur plus grande divinité est le Soleil. L'usage du peyotl est attesté chez eux vers 1880. Le peyotl se dénomme seni. Par contre la cérémonie est bien différente de celle des indiens mexicains. Elle est plus paisible, se déroule dans le calme et la contemplation, autour du feu, dans le Tipi sacré. Il n'y a pas de danse, mais des chants et des prières. Sa durée est de douze heures environ, se déroule la nuit et a lieu plusieurs fois dans l'année. Le chaman peut être amené à accepter et à prier pour des malades pendant la cérémonie. Les mescal-buttons sont consommés tout au long de la nuit, entrecoupée par des interruptions.

## Législation, statut légal et préservation

### Législation

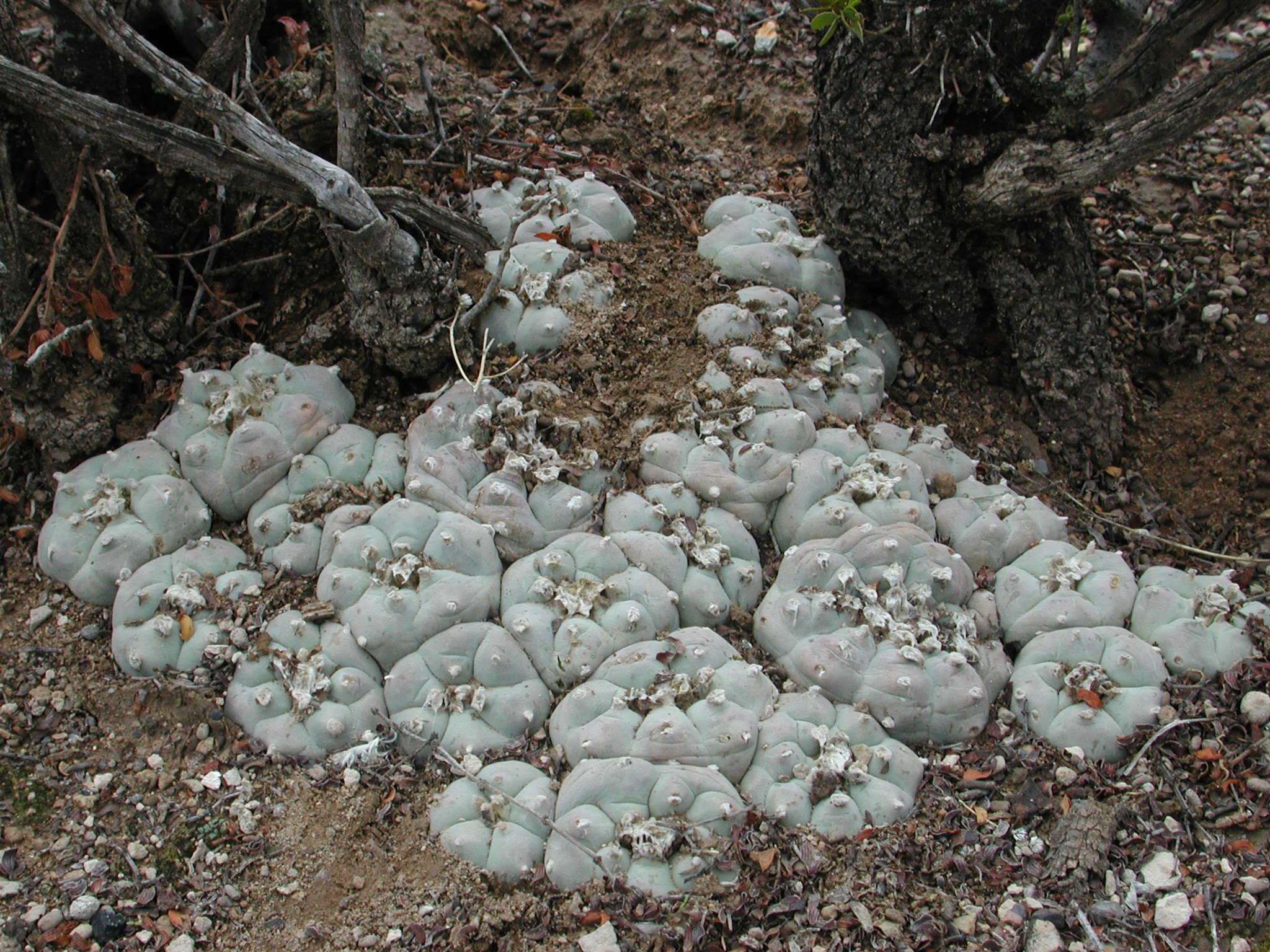
Plusieurs spécimens de Lophophora williamsii.

À signaler que le peyotl (tout comme son alcaloïde, la mescaline) est classé comme psychotrope par les conventions internationales (voir convention sur les substances psychotropes de 1971), ce qui autorise les nations à légiférer à son sujet comme elles l'entendent. Par exemple, aux États-Unis, la détention de n'importe quelle partie de cette plante nécessite la possession d'un permis fédéral.
La plupart des pays européens n'interdisent pas le peyotl, à l'exception de la Suisse et de la France.
En France, depuis le 18 août 2004, le peyotl est à nouveau classé comme stupéfiant. Lophophora williamsi avait déjà été classé au tableau A des toxiques en 1957, puis en 1966 au tableau B des stupéfiants, pour être « relégalisé » le 22 février 1990.

### Statut et préservation
Cette espèce n'est pas sur la liste rouge de l'UICN. Sa population est apparemment sécurisée. Cette espèce de peyotl est toutefois protégée par le CITES en annexe II depuis 1975, et par la Communauté européenne en annexe B depuis 1997.
C'est une autre espèce très proche, Lophophora diffusa, qui est en déclin constant à cause des collectes illégales réalisées sur le terrain. Pour ces raisons, l'UICN a classé l'espèce dans la catégorie VU (vulnérable) depuis 2001.

## Systématique
Cette espèce a été décrite en 1845 par le prince Joseph de Salm-Reifferscheidt-Dyck, botaniste allemand, dans la revue Allgemeine Gartenzeitung consacrée au jardin botanique de Berlin. Elle avait été nommée Echinocactus williamsii par Charles Lemaire, botaniste français, mais l'américain John Merle Coulter l'a rebaptisée Lophophora williamsii en 1894. Le nom d'espèce williamsii a été donné en souvenir de C. H. Williams, collectionneur anglais. « Peyotl » est un mot nahuatl signifiant brillant, soyeux, blanc, par référence probable à l'aspect de la dépression centrale de ce cactus.
Cette espèce possède d'autres appellations latines, considérées comme synonymes mais non valides :
- Anhalonium lewinii Hennings ex Lewin[34]
- Anhalonium williamsii (Lemaire ex Salm-Dyck) Lemaire[2],[34]
- Echinocactus lewinii Henn.[34]
- Echinocactus williamsii Lem. ex Salm-Dyck[34]
- Lophophora echinata Croizat
- Lophophora lewinii (Hennings ex Lewin) C. H. Thomps[34]
- Lophophora williamsii var. echinata (Croizat) Bravo[35].

Le Lophophora fricii et le Lophophora jourdaniana ne sont pas des synonymes, ces deux là se rapprochant plutôt du diffusa.
Des variétés ont parfois été citées, mais ne sont pas considérées de nos jours comme valides. Par exemple, Lophophora williamsii var. diffusa (Croizat) G.D. Rowley et Lophophora williamsii var. koehresii (Riha) Grym sont de nos jours considérées comme synonymes de Lophophora diffusa subsp. diffusa,.

## Dans les jeux vidéo
Dans les versions PS4, PC et Xbox One du jeu vidéo Grand Theft Auto V, le joueur peut trouver 27 plants de peyotl éparpillés un peu partout sur la carte, lesquels lui permettront de se transformer en 27 animaux différents. Un dernier peut également être trouvé une fois le jeu terminé, permettant de se transformer en Bigfoot.